# Delicte informàtic
Un delicte informàtic o ciberdelicte és tota aquella acció antijurídica i culpable, que es dona per vies informàtiques o que té com a objectiu destruir i danyar ordinadors, mitjans electrònics i xarxes d'internet. A causa que la informàtica es mou més ràpid que la legislació, existeixen conductes criminals per vies informàtiques que no poden considerar-se com a delicte, segons la "Teoria del delicte", per la qual cosa es defineixen com a abusos informàtics (els tipus penals tradicionals resulten a molts països inadequats per enquadrar les noves formes delictives), i part de la criminalitat informàtica. La criminalitat informàtica consisteix en la realització d'un tipus d'activitats que, reunint els requisits que delimiten el concepte de delicte, siguin duts a terme utilitzant un element informàtic.
Els delictes informàtics són aquelles activitats il·lícites que:
1. Es cometen mitjançant l'ús de computadores, sistemes informàtics o altres dispositius de comunicació (la informàtica és el mitjà o instrument per realitzar un delicte); o
2. Tenen per objecte causar danys, provocar pèrdues o impedir l'ús de sistemes informàtics (delictes informàtics).

Els també coneguts ciberdelictes, com assenyala Téllez, són actituds contràries als interessos de les persones en què es té a les computadores com a instrument o fi (concepte atípic) o les conductes atípiques, antijurídiques i culpables en què es té a les computadores com a instrument o fi (concepte típic)
Molta informació és emmagatzemada en un reduït espai, amb una possibilitat de recuperació immediata, però per complexes que siguin les mesures de seguretat que es puguin implantar, encara no existeix un mètode infalible de protecció.
La criminalitat informàtica té un abast major i pot incloure delictes tradicionals com el frau, el robatori, xantatge, falsificació i la malversació de cabals públics en els quals ordinadors i xarxes han estat utilitzats com a mitjà. Amb el desenvolupament de la programació i d'Internet, els delictes informàtics s'han tornat més freqüents i sofisticats.
L'Organització de Nacions Unides reconeix els següents tipus de delictes informàtics:
1. Fraus comesos mitjançant manipulació de computadores; en aquest es reuneix: la manipulació de dades d'entrada (sostreure dades), manipulació de programes (modificar programes del sistema o inserir nous programes o rutines), manipulació de les dades de sortida (fixació d'un objecte al funcionament de sistemes d'informació, el cas dels caixers automàtics) i frau efectuat per manipulació informàtica (es treuen petites quantitats de diners d'uns comptes a altres).[5]
2. Manipulació de dades d'entrada; com a objectiu quan s'altera directament les dades d'una informació computaritzada. Com a instrument quan s'usen les computadores com a mitjà de falsificació de documents.[6]
3. Danys o modificacions de programes o dades computaritzades; entren tres formes de delictes: sabotatge informàtic (eliminar o modificar sense autorització funcions o dades d'una computadora amb l'objecte d'obstaculitzar el funcionament) i accés no autoritzat a serveis i sistemes informàtics (ja sigui per curiositat, espionatge o per sabotatge).[6]

Hi ha lleis que tenen per objecte la protecció integral dels sistemes que utilitzin tecnologies d'informació, així com la prevenció i sanció dels delictes comesos en les varietats existents contra tals sistemes o qualsevol dels seus components o les comeses mitjançant l'ús d'aquestes tecnologies.
Una mateixa acció dirigida contra un sistema informàtic pot aparellar la violació de diverses lleis penals, alguns autors expressen que el "ús de la informàtica no suposa més que un modus operandi nou que no planteja cap particularitat respecte de les formes tradicionals de comissió". Una clara dificultat per a la persecució d'aquests il·lícits, ha estat que el ciutadà no considera delinqüent a l'autor d'aquests delictes, entre els propis victimaris algunes vegades existeix una reivindicació que subjeu a tota la seva activitat, com és el cas dels hackers, qui compten amb tot una "filosofia" preparada per donar suport a la seva activitat afirmant que propendeixen a un món més lliure, que disposi d'accés a totes les obres de la intel·ligència, i basant-se en aquest argument divulguen les claus que tenen en la seva activitat.

## Generalitats
La criminalitat informàtica inclou una àmplia varietat de delictes informàtics. El fenomen es pot analitzar en dos grups:
1. Informàtica com a objecte del delicte: Aquesta categoria inclou per exemple el sabotatge informàtic, la pirateria informàtica, el hackeig, el crackeig i el DDNS (Denegació de servei de noms de domini).
2. Informàtica com a mitjà del delicte: Dins d'aquest grup es troba la falsificació de document electrònic, caixers automàtics i targetes de crèdit, robatori d'identitat, phreaking, fraus electrònics i pornografia infantil.

## Crims específics

### Sabotatge informàtic
Implica que el "delinqüent" recuperi o busqui destruir el centre de còmputs en si (les màquines) o els programes o informacions emmagatzemats als ordinadors. Es presenta com un dels comportaments més freqüents i de major gravetat en l'àmbit polític.

### Pirateria informàtica
La pirateria informàtica consisteix en la violació il·legal del dret d'autor. Segons la definició que en el seu article 51 l'ADPIC (Acord sobre els aspectes dels Drets de Propietat Intel·lectual) són aquelles "mercaderies que lesionen el dret d'autor". La pirateria és una de les modalitats de reproducció tècnica (l'altra és la reproducció grollera de l'original l'aparença del qual dista molt de l'autèntica), que implica l'elaboració d'una còpia semblant a l'original, amb la intenció de fer-la passar per aquesta.
Existeixen dues modalitats que s'inclouen com a pirateria informàtica:
1. El furt de temps de màquina: consisteix en l'ocupació del computador sense autorització, i es pretén al·ludir a situacions en què un tercer utilitza indegudament recursos de l'empresa en què treballa o un subjecte autoritzats es val d'aquestes prestacions informàtiques en un horari no permès, utilitzant-les pel seu profit sense comptar amb permís per a aquest ús fora d'hora.
2. L'apropiació o furt de programari i dades: en aquest cas el subjecte accedeix a un computador aliè o a la sessió d'un altre usuari, retirant arxius informàtics, mitjançant l'execució dels comandos copiar o tallar, per després guardar aquest contingut en un suport propi.

### Caixers automàtics i targetes de crèdit
Conductes mitjançant les quals s'aconsegueix retirar diners del caixer automàtic, utilitzant una targeta magnètica robada, o els nombres de la clau per a l'accés al compte amb fons.

### El cas Chalmskinn
Esdevé quan s'accedeix a ordinadors industrials centrals de la xarxa per a l'ús específic de malgastar fons per interrompre els accessos a telefonia mòbil, més conegut com el cas Chalmskinn.

### Robatori d'identitat
Després d'obtenir les dades personals d'un individu, es procedeix a realitzar tot tipus d'operacions per a profit del victimari, fingint ser la persona a la qur es va extreure la seva informació sensible. Enquadra com a delicte d'estafa. Si l'actuació del subjecte actiu comporta donar a conèixer dades personals alienes continguts en base de dades a les quals per la seva ocupació té accés, llavors per exprés mandat legal la figura aplicable és la de revelació de secret professional.

### Phreaking
És la metodologia més antiga dins dels denominats ciberdelictes, consisteix a ingressar a les xarxes de telecomunicacions per realitzar trucades telefòniques a llarga distància utilitzant el compte aliè. Resulta ser una modalitat primitiva de hacking.

## Subjectes agent i pacient
Moltes de les persones que cometen els delictes informàtics posseeixen certes característiques específiques com l'habilitat per al maneig dels sistemes informàtics o la realització de tasques laborals que li faciliten l'accés a informació de caràcter sensible.
En alguns casos la motivació del delicte informàtic no és econòmica sinó que es relaciona amb el desig d'exercitar, i de vegades fer conèixer a altres persones, els coneixements o habilitats del delinqüent en aquest camp.
Molts dels "delictes informàtics" enquadren dins del concepte de "delictes de coll blanc", terme introduït per primera vegada pel criminòleg nord-americà Edwin Sutherland en 1943. Aquesta categoria requereix que: 
1. el subjecte actiu del delicte sigui una persona de cert estatus socioeconòmic;
2. la seva comissió no pugui explicar-se per falta de mitjans econòmics, manca de recreació, poca educació, poca intel·ligència, ni per inestabilitat emocional. Són individus amb una gran especialització en informàtica, que coneixen molt bé les particularitats de la programació de sistemes computarizados, de forma tal que aconsegueixen un maneig molt solvent de les eines necessàries per violar la seguretat d'un sistema automatitzat.[9]

El subjecte passiu en el cas dels delictes informàtics pot ser individus, institucions crediticies, òrgans estatals, etc. que utilitzin sistemes automatitzats d'informació, generalment connectats a altres equips o sistemes externs. Víctima pot ser qualsevol persona física o jurídica que hagi establert una connexió a Internet (ja que és la principal finestra d'entrada per a aquestes conductes), una connexió entre computadores, o que en definitiva compta amb un sistema informàtic per al tractament de les seves dades.
Per a la labor de prevenció d'aquests delictes és important l'aportació dels damnificats que pot ajudar en la determinació del modus operandi,és a dir, les maniobres usades pels delinqüents informàtics.

## Com influeixen els delictes informàtics
Els delictes informàtics estan presents en l'actualitat en qualsevol part del món en la que es tingui accés a un mitjà virtual i electrònic, això comporta al fet que la informació que publiquem en xarxes socials, perfils, correus entre altres pot arribar a ser vulnerada. Aquest tipus d'accés a la privadesa d'una persona pot afectar no sols la seva vida financera sinó també la seva vida personal.
L'ús de dispositius cada vegada és mes comuna, ja que totes les persones busquen comunicar-se entre si, enviar informació és alguna cosa inevitable sobretot en aquells casos en què les distàncies són més llargues. Qualsevol tipus d'informació que es vaig enviar per mitjans electrònics pot ser aconseguida per un ciberdelinqüent que no busca sempre un benefici econòmic amb la seva activitat delictiva, sinó que en alguns casos només posar a prova la seva intel·ligència.
En ampliar-se el camp dels Delictes Informàtics també s'han creat dependències en les diferents institucions de seguretat que busquen posar fre a les accions delictives comesa per aquest tipus de persones.
La informació que subministrem a les xarxes socials és de gran valor per a aquelles que tenen el temps d'investigar la vida dels altres, sense adonar-nos nosaltres mateixos subministrem informació valuosa no solament de la nostra vida i activitats sinó també dels qui ens envolten. Desafortunadament quan una persona s'adona que les seves dades han estat vulnerades és massa tarda.
Molt poques persones són consents de la influència que tenen els Delictes Informàtics en l'actualitat i per això no tenen mecanismes de defensa control sobre la informació que comparteixen a través dels mitjans electrònics.

## Regulació legal del delicte informàtic

### Espanya
A Espanya, els delictes informàtics són un fet sancionable pel Codi Penal en el qual el delinqüent utilitza, per a la seva comissió, qualsevol mitjà informàtic. Aquestes sancions es recullen en la Llei Orgànica 10/1995, de 23 de novembre en el BOE número 281, de 24 de novembre de 1995. Aquests tenen la mateixa sanció que els seus homòlegs no informàtics. Per exemple, s'aplica la mateixa sanció per a una intromissió en el correu electrònic que per a una intromissió en el correu postal.
El Tribunal Suprem va emetre una sentència el 12 de juny de 2007 (recurs Nº 2249/2006; resolució Nº 533/2007) que va confirmar les penes de presó per a un cas de estafa electrònica (phishing).
A l'hora de procedir a la seva recerca, a causa que una mateixa acció pot tenir conseqüències en diferents furs, començarà la recerca aquell partit judicial que primer tingui coneixement dels fets delictius comeses a través d'un mig informàtic, si durant el transcurs de la investigació, es troba l'autor del delicte i pertany a un altre partit judicial, es podrà dur a terme una acció d'inhibició a favor d'aquest últim perquè continuï amb la recerca del delicte.